# Laurent Scupoli
François Scupoli (en italien : Francesco Scupoli), en religion « père Laurent »  (padre Lorenzo) est un religieux théatin italien né vers 1530 à Otrante et mort  le 28 novembre 1610.

## Biographie
François Scupoli est né à Otrante vers 1530. Attiré par la communauté des Théatins du couvent de Saint-Paul-Majeur de Naples, il décide en 1554 d'entrer dans l'Ordre des clercs réguliers fondé par Gaétan de Thiene quelques années plus tôt. Le 4 juin 1569, il est reçu par les Théatins et commence son noviciat le premier janvier de l'année suivante, guidé par le père André Avellin, supérieur de l'ordre, puis par le Père Jérôme Ferro. En 1571, à la fin de sa phase de préparation, François prend pour patron Saint Laurent de Rome, diacre et  martyr.
En 1574, à la Pentecôte, il est ordonné sous-diacre et diacre par l'évêque de Plaisance. A Noël de l'année 1577, il est ordonné prêtre en la ville de Plaisance. Peu après, il est affecté à la maison de Saint-Antoine de Milan. Ensuite, en 1581, il est envoyé au couvent Saint-Cyr de Gênes, la plus grande église de la ville après la cathédrale Saint-Laurent. Dans cette ville, très affectée par l'épidémie de peste de 1579, il assiste les malades et console les infirmes.
En 1585, il est accusé par le Chapitre général de son ordre pour un délit présumé, condamné à une peine de prison d'un an et privé de l'exercice du ministère sacerdotal. Il semble néanmoins avoir été victime d'une calomnie. Toutefois, il accepte sa peine avec résignation et humilité. En 1588, il est transféré de Gênes à Venise. L’année suivante est publié à Venise Combat Spirituel, un petit livre écrit par Laurent mais attribué pendant longtemps à d’autres auteurs. Le Combat Spirituel connaît un énorme succès en Italie et à l'étranger (60 éditions avant 1610 soit plus de deux rééditions par an).
En 1608, Le père Laurent est envoyé à la maison de Saint-Paul-Majeur de Naples. C'est là qu'il assiste à la mort subite de son père spirituel André Avellin qui s'effondre au début d'une messe en montant à l'autel. Cette mort le bouleverse profondément. Deux ans plus tard, il est réhabilité par le Chapitre de l'ordre et reconduit dans toutes ses fonctions. Il meurt peu après. Sa vie fut entièrement consacrée à la vie spirituelle et à l'enseignement.
Trois semaines plus tard, le 19 décembre 1610, est publiée à Bologne la première édition du Combat Spirituel mentionnant son nom.

## Influence
Le Combat spirituel était le livre de chevet de Saint François de Sales, qui en eut connaissance pendant ses études à Padoue en 1588. Ce livre l'accompagna toute sa vie. Il le lisait tous les mois en entier. Il le traduisit même en français. L'évêque de Genève trouvait le Combat "clair et tout praticable". Néanmoins, ce livre assez austère ne convient pas aux chrétiens vivant dans le monde. C'est pourquoi il écrivit à leur intention l'Introduction à la vie dévote.
Il est à noter que l'édition de 1589 ne comporte que trente-trois chapitres. Du fait du succès du Combat spirituel, les théatins augmentèrent le nombre de chapitres, de sorte qu'il y en a soixante-six dans les éditions actuelles. Il en existe plusieurs traductions françaises, dont celle, anonyme "G.D.M.", de 1649, 33 chapitres, celle de Jean Brignon en 1688, 66 chapitres, et celle du Père Lajeunie (Robert Morel éditeur, 1966). Celui-ci s'est fondé sur l'édition originale de Venise.
Extrait
« Si tu te trouves blessé pour être tombé en quelque défaut lié à ta faiblesse, ou même parce ce que tu auras commis volontairement quelque chose de mal, ne perds pas courage et ne te trouble pas ; au contraire, tourne-toi aussitôt vers Dieu et parle-lui ainsi : « Et voilà, Seigneur ! Je me suis comporté pour ce que je suis ! Et à part des chutes, que pouvait-on attendre de moi ? » Et là, humilie-toi un instant à tes propres yeux, regrette l’offense faite au Seigneur, et sans t'accabler, manifeste ton dédain pour tes passions vicieuses, principalement pour celle qui t'a été occasion de chute.

Continue ensuite de cette façon : « Et je n'en serais pas resté là, Seigneur, si par ta bonté tu ne m'avais retenu ! » Et rends-lui grâce, l'aimant plus que jamais dans son incroyable clémence, lui qui te tend la main droite pour que tu ne retombes pas, alors même que tu viens de l'offenser. Ceci fait, ne cherche pas davantage si Dieu t'a pardonné ou non : ce ne serait qu'orgueil, inquiétude d'esprit, perte de temps et tromperie du démon sous l'apparence de quelque bon prétexte. T'abandonnant délibérément entre les mains miséricordieuses de Dieu, continue plutôt ce que tu faisais comme si rien n'était arrivé. »
Lorenzo Scupoli, Le Combat spirituel, 26. Traduction inédite de Max de Longchamp pour Magnificat (magazine).